# Sigumpar (Lintong Nihuta)
Sigumpar is een bestuurslaag in het regentschap Humbang Hasundutan van de provincie Noord-Sumatra, Indonesië. Sigumpar telt 1273 inwoners (volkstelling 2010).